# Anàfora (retòrica)
|  | Aquest article tracta sobre el recurs literari. Si cerqueu el terme lingüístic, vegeu anàfora (lingüística). Per altres significats, vegeu anàfora. |

En retòrica, una anàfora (del grec "ἀναφορά", 'ascens, referència a l'anterior') és un recurs literari que consisteix a repetir una seqüència de paraules al començament de proposicions (oracions o versos) consecutives, tot emfatitzant-les i donant-los simetria. Un recurs similar és l'epífora, que consisteix a repetir les paraules al final de les oracions; ambdues formen part d'un conjunt de recursos literaris que es basen en la repetició. L'anàfora contrasta amb la catàfora.
Un autor conegut pel seu ús de l'anàfora és Charles Dickens.

## Exemples literaris
| «                        | Oh gran dolor, estupefacte incendi. Oh gran dolor, hores sense salpàs. Oh gran dolor, missa a fulles corcades. | » |
| — Vicent Andrés Estellés | |   |

| «              | Pi que ets conhort de nostres passes, en un pendís, nat travesses pi que en el sot t'estiragasses per heure el sol, com un xiprer; pi casolà vora una eixida | » |
| — Josep Carner | |   |

## Exemples en llenguatge publicitari
| «                                | Fem Barça. Fem Fundació. | » |
| — Fundació Futbol Club Barcelona |                          |   |

| «              | Un milió de lectors, un milió de possibles compradors | » |
| — El Periódico |                                                       |   |